# Journal of Number Theory
Journal of Number Theory (Журнал теорії чисел) — математичний журнал, що публікує широкий спектр статей з теорії чисел. Був заснований 1969 року під егідою Університету Огайо. Останнім часом щорічно публікує 12 випусків в шести томах. Головний редактор — професор Огайського Університету Девід Госс, видавництво — Elsevier.